# Церква Воздвиження Чесного Хреста Господнього (Чайчинці)
Церква Воздвиження Чесного Хреста Господнього в Чайчинцях — парафія і храм Лановецького благочиння Тернопільської єпархії Православної церкви України в селі Чайчинці Кременецького району Тернопільської области.
Оголошена пам'яткою архітектури місцевого значення (охоронний номер 1651).

## Історія церкви
Церква на честь Воздвиження Чесного Хреста Господнього була збудована у 1776 році.
У 1883 році храм встановили на кам'яний фундамент. У 1868 році його покрили бляхою та розписали фресками всередині. У 1875 році церкву оббили дошками і пофарбували.
При храмі є дерев'яна дзвіниця, збудована у 1885 році за пожертви парафіян.
Іконостас, виконаний столярною роботою, встановили у 1869 році.
У кінці села, на центральній дорозі, також збудовано капличку.

## Парохи
- о. Автон Палецький (1868—?),
- о. Йосиф Веселовський (1905—1935),
- о. Володимир Павлусяк (1969—2002),
- о. Іван Котик (з лютого 2002).